# Capcom
Capcom Co., Ltd. (en japonès: 株式会社カプコン; en hepburn: Kabushiki-gaisha Kapukon), o simplement Capcom, és una empresa japonesa desenvolupadora i distribuïdora de videojocs. Va ser fundada el 1979 com Japan Capsule Computers, una companyia dedicada a la fabricació i distribució de màquines de videojocs. El seu actual nom és el resultat d'unir Capsule Computers.

## Història
Capcom ha creat algunes de les sagues més famoses i duradores de la història dels videojocs. Va crear el seu primer joc de màquina recreativa el 1983: Vulgus. Els seus primers jocs van continuar sent recreatius, com per exemple el shot'm up 1942.
A finals dels anys 1980, Yoshiki Okamoto es va unir a Capcom després d'abandonar Konami. En 1987 Capcom va comercialitzar el joc Street Fighter i en el mateix any també va llançar el joc de plataformes Mega Man (Rockman al Japó) per a la consola Nintendo Entertainment System. Final Fight, un beat'em up, va ser llançat en 1989. En 1991 Street Fighter II, de Yoshiki Okamoto, va arribar als salons recreatius. Resident Evil (Biohazard al Japó), un reeixit survival horror es va estrenar per a PlayStation el 1996.
Dos empreses desenvolupadores dependents de Capcom, Clover Studio i Flagship, també han creat reeixits jocs, incloent la sèrie Viewtiful Joe i dos jocs de The Legend of Zelda realitzats sota la supervisió de Shigeru Miyamoto.
El 2002 es va estrenar una pel·lícula basada en la saga Resident Evil, la qual va tindre una seqüela, Resident Evil: Apocalypse, estrenada el 2004. Una tercera entrega, Resident Evil: Afterlife serà estrenada el 2007.

### Mascota
La mascota original de Capcom era Captain Commando, un superheroi que fa servir una armadura futurista d'origen desconegut. El seu nom forma la paraula CapCom amb les tres primeres lletres de cada paraula. El seu origen es remunta a un joc de NES cridat Section Z i als manuals dels primers jocs de la mateixa consola, en els que donava les gràcies als jugadors per comprar els jocs. Més tard va protagonitzar Captain Commando, un beat'em up per a la recreativa CPS-1. També va aparèixer en Marvel vs Capcom i Marvel vs Capcom 2.
Mega Man ha succeït a Captain Commando com a mascota oficial per la seva immensa popularitat.

### Estudis subsidiaris
- Capcom U.S.A., Inc. es va establir a Califòrnia com la subsidiària oficial de l'Amèrica del Nord a l'agost del 1985.
- Capcom Entertainment, Inc.
- Capcom Studio 8, Inc. es va crear com l'empresa d'investigació i desenvolupament de la divisió americana de Capcom al juny del 1995. Al Maig del 2006, Capcom va tancar aquest estudi, a causa del poc èxit que van tindre els jocs desenvolupats per aquest equip (el més recent va ser Final Fight: Streetwise.
- Capcom Àsia CO., Ltd., establerta a Hong Kong com la subsidiària oficial de Capcom al juliol del 1993.
- Capcom Eurosoft Ltd. establerta en el Regne Unit com la subsidiària oficial a Europa al juliol del 1998.
- Captron CO., Ltd. s'encarrega dels assumptes econòmics respecte a les propietats.
- Flagship CO., Ltd. és l'estudi de desenvolupament que ha creat Onimusha i Zelda per a Game Boy Color i Game Boy Advance.
- Capcom Charbo CO., Ltd. s'encarrega del lloguer i manteniment de les màquines de videojocs.
- CE Europe Ltd. establerta a Londres, el novembre del 2002.
- CEG Interactive Entertainment GmbH es va establir a l'Alemanya, en el febrer de 2003.
- Clover Studio CO., Ltd. és un estudi de desenvolupament que té la seva base a Osaka el juliol del 2004, ha sigut el responsable de la sèrie Viewtiful Joe.

## Software

### Videojocs destacats
Això és únicament un petit llistat dels jocs més famosos desenvolupats per Capcom al llarg de la seva història. No intenta ser extensiu, si no assenyalar les sagues més importants en la història de la companyia:
- Ace Attorney
- Cross Edge
- Monster Hunter Tri
- Devil May Cry
- Resident Evil
- Street Fighter (saga de videojocs)
- Mega Man Zero (videojoc)
- Breath of Fire III